# Nông nghiệp Đại Việt thời Lý
Nông nghiệp Đại Việt thời Lý phản ánh chế độ ruộng đất và việc sản xuất nông nghiệp thời nhà Lý trong lịch sử Việt Nam.

## Chế độ ruộng đất

### Ruộng công
Trong số các loại ruộng công, ruộng quốc khố và đồn điền được các sử gia ghi nhận các thuật ngữ này trong sách An Nam chí nguyên của (phần Cống phú) Cao Hùng Trưng (Trung Quốc), còn trong sử sách của Việt Nam không thấy ghi.
- Quốc khố điền là ruộng công của triều đình mà hoa lợi thu được dự trữ vào kho của vua để chi dùng cho hoàng cung. Người cày cấy trên ruộng của vua gọi là "cảo điền nhi" hay "cảo điền hoành", vốn là người bị tù tội, có thân phận như nô tỳ. Nhà Lý đã điều động các cảo điền nhi đến những vùng ven biển khai phá ruộng đất. Họ lập ra các làng Cảo ven sông, ven biển như An Cảo[2], Nhật Cảo[3], A Cảo, Phấn Cảo[4].
- Đồn điền là việc tổ chức khai hoang ven sông, ven biển thuộc đồng bằng sông Hồng, sông Mã, sông Lam. Lực lượng lao động chủ yếu ở đây là tù binh chiến tranh. Năm 1044, Lý Thái Tông bắt được hơn 5.000 người Chiêm Thành, cho ở từ trấn Vĩnh Khang[5] đến Đăng Châu[6] và đặt hương ấp phỏng theo tên gọi cũ của Chiêm Thành[7].
- Ruộng tịch điền là loại ruộng do triều đình trực tiếp quản lý, hoa lợi dùng cho triều đình. Hằng năm, nhà Lý vẫn duy trì cày ruộng tịch điền là hình thức kế thừa từ thời Tiền Lê. Vua thân hành tế Thần Nông rồi tự cầm cày. Nghi thức cày ruộng tịch điền phản ánh tư tưởng trọng nông và khuyến khích phát triển nghề nông. Nhà Lý đặt ruộng tịch điền ở Bố Hải Khẩu, Ứng Phong và Lý Nhân.
- Ruộng sơn lăng là loại ruộng dùng vào việc thờ phụng tổ tiên dòng họ nhà vua.
- Ruộng công làng xã là ruộng giao cho các làng xã quản lý, do những người lính nhàn thời bình về cày cấy (theo chính sách "ngụ binh ư nông"). Hoa lợi thu được từ ruộng này để nuôi quân.
- Ruộng thác đao và ấp thang mộc là ruộng ban thưởng cho quan lại, công thần.
  - Xuất phát của tên gọi ruộng thác đao từ chuyện tướng Lê Phụng Hiểu. Sau khi Phụng Hiểu giúp Lý Thái Tông dẹp loạn tam vương lên ngôi, vua Lý muốn thưởng chức cho ông nhưng Phụng Hiểu xin đề đạt nguyện vọng được lên núi Băng Sơn ném đao lửa đi xa, đao rơi xuống chỗ nào trong đất công thì xin được lấy đất ấy làm sản nghiệp. Lý Thái Tông ưng thuận. Lê Phụng Hiểu lên núi ném đao rơi xuống hương Đa Mi. Vua ban cho Phụng Hiểu đất đó, vì vậy người Ái châu gọi đó là "ruộng ném đao"[8]. Thực chất, ruộng thác đao chỉ dành cho 1 đời công thần, không truyền được cho con cháu và công thần cũng chỉ được hưởng phần thuế thu từ ruộng đó[9].
  - Ấp thang mộc hay thực ấp là vùng đất được ban cho quan lại gồm một số lượng hộ dân cùng ruộng đất chịu sự quản lý của họ, được nhà Lý áp dụng khá rộng rãi. Thông thường, thực ấp với số hộ dân thuộc quyền các quan lại nhỏ hơn trên danh nghĩa, như Lý Thường Kiệt được ban thực ấp 1 vạn hộ nhưng thực tế chỉ có 4.000 hoặc Lý Bất Nhiễm được phong thực ấp 7.500 hộ nhưng thực tế chỉ có 1.500. Sở dĩ như vậy vì thực tế nhà Lý không đủ số hộ và ruộng đất để phong mà việc phong trên danh nghĩa nhằm biểu dương công trạng của người đó[10]. Khi người được phong qua đời thì đương nhiên dòng họ đó hết quyền lợi và số hộ trở về với triều đình. Chế độ này không tạo điều kiện cho sự củng cố sở hữu ruộng đất phong kiến tư nhân[10].

### Ruộng đất nhà chùa
Là đất đai do nhà chùa quản lý, chiếm số lượng khá lớn. Năm 1086 triều đình chia các chùa ra ba loại: đại danh lam, trung danh lam và tiểu danh lam. Cách chia đó phản ánh sự khác nhau về mức độ sở hữu đất đai của các chùa khi đó.

### Ruộng tư
Chế độ sở hữu ruộng tư thời Lý khá phổ biến và phát triển. Việc mua bán, kiện tụng và cúng tặng ruộng đất đã xuất hiện ở nhiều nơi. Pháp luật cho phép các tầng lớp trong xã hội mua bán ruộng đất.
Để ngăn chặn sự lấn chiếm của các nhà giàu có quyền thế, năm 1143 và 1145, Lý Anh Tông ra quy định:
Các nhà quyền thế ngoài đầm ao của mình không được ngăn cấm xằng bậy, làm trái thì có tội. Những người tranh nhau ruộng ao không được nhờ cậy quyền thế. Làm trái thì phải tội đánh 80 trượng.
Việc đo đạc ruộng đất thời Lý đã xuất hiện, nhưng đơn vị đo lường tính chưa thống nhất; nơi tính theo mẫu, nơi tính bằng thước.

## Sản xuất nông nghiệp và làm thủy lợi
Nhà Lý áp dụng chính sách ngụ binh ư nông, cho binh lính thay nhau về làm ruộng, có tác dụng phát triển sản xuất nông nghiệp, sức lao động không bị thiếu. Binh sĩ thay nhau nghỉ 1 tháng 1 lần về cày ruộng tự cấp.
Trong những năm đầu triều Lý từng xảy ra thiên tai làm mất mùa như các năm: 1037, 1043, 1050, 1053, 1070, 1071, 1079, 1095, 1108, 1117, 1121, 1124, 1126. Ngoài việc vua làm lễ cầu đảo, triều đình cũng ra những biện pháp như quy tập người tha hương trở về quê quán để đảm bảo sức lao động ở nông thôn; trị nặng tội ăn trộm và giết trâu bò bừa bãi…
Ngoài ra triều đình còn chú trọng việc trị thủy, đắp đê, nhất là vùng châu thổ sông Hồng. Năm 1077, Lý Nhân Tông ra lệnh đắp đê sông Như Nguyệt dài 67.380 bộ. Năm 1103, ông lại xuống chiếu đắp đê. Năm 1108, triều đình tổ chức đắp đê Cư Xá (sông Hồng) từ Yên Phụ đến Lương Yên. Ngoài Thăng Long, đê điều cũng được tu tạo. Sử sách ghi nhận những năm được mùa lớn như: 1016, 1030, 1044, 1079, 1092, 1111, 1120, 1123, 1131, 1139, 1140.
Các công trình thủy lợi tiêu biểu thời Lý là việc đào sông Đản Nãi (Thanh Hóa) năm 1029, đào kênh Lãm (Ninh Bình) năm 1051, khơi sâu sông Lãnh Kinh năm 1089 và sông Tô Lịch năm 1192.
Tuy nhiên, việc làm đê ngăn mặn vẫn mang tính chất cục bộ từng vùng, tác dụng của đê còn hạn chế.
Nhờ sự quan tâm phát triển nông nghiệp và làm thủy lợi của nhà Lý, nước Đại Việt có thế đứng và phát triển khá vững chắc, đời sống nhân dân tương đối ổn định.